# Ђурђевак (лист)
Ђурђевак је био месечни лист за основце на српском језику на Косову и Метохији.
Први број листа појавио се септембра 1983. године у издању новинско-издавачке куће Јединство. Главни и одговорни уредник био је Мошо Одаловић, а редакцију су чинили: Драган Миловановић, Мирјана Јонева, Мирослав Илић, Србољуб Тасић и Шабан Абдула, сликар. Технички уредник: Радосав Мирковић. Било је то велико охрабрење за српске ученике и њихове родитеље на Косову и Метохији у време када је на овом простору почео да буја албански национал-сепаратизам. Његов излазак поздравили су бројни друштвено-политички чиниоци и књижевници за децу из многих градова ондашње Југославије. Осим деце, лист је окупио широк круг сарадника песника и сликара – од Десанке Максимовић, Изета Сарајлића, Добрице Ерића, Љубивоја Ршумовића, Велимира Милошевића, Драгана Радуловића, Мире Алечковић, Рифата Кукаја, Мирка Гашија, Душана Радовића, Мирослава Настасијевића, Рада Обреновића и других.
Последњи број листа изашао је као двоброј 84-85 за децембар 1991. и јануар 1992. годину и, због недостатка средстава за даље штампање и, благо речено, несналажења уредника, „Ђурђевак“ се угасио. И мада је његов тираж досезао и до 12.000 примерака по броју, то није било довољно да лист за основце на српском опстане. Изгледа да се ни сама редакција „Ђурђевка“, а ни руководство „Јединства“, са директором Драганом Маловићем на челу, нису потрудили да лист опстане. Онда се, с вером у могућност даљег излажења листа, огласио и главни уредник Мошо Одаловић у листу Јединство, између осталог, наводећи:
„... Три комплетно уређена броја преточена у штампарске „плоче“ (у Штампарији „Грачаница“), сведоче о нашем труду, а спомињемо их тек да изнудимо мрвицу разумевања читалаца, сарадника, учитеља, наставника и повереника. Ако смо се разумели, хвала вам.“
Али, у тим ратним годинама на просторима Југославије, мало ко је бринуо о деци, ђацима и ученицима, тако да није било ни пара за тираж од десет хиљада примерака „Ђурђевка“. И он је трајно свенуо.